# ZTS-Osos
Pour les articles homonymes, voir ZTS.
ZTS-Osos (ou ZTS-Ozos) est une société slovaque appartenant à Arcadi Gaydamak. C'est par son entremise que se déroulent les ventes d'armes qui sont à l'origine de l'affaire des ventes d'armes à l'Angola,.